# Allium tricoccum
Espèce
Classification APG III (2009)
Statut de conservation UICN

 VU  : Vulnérable
L'Oignon sauvage (Allium tricoccum), appelé aussi Ail trilobé, Ail des bois (ne pas confondre avec Allium ursinum, espèce proche qui ne pousse qu'en Eurasie et porte le même nom vernaculaire) ou Poireau sauvage, est une espèce de plante nord-américaine de la famille des Amaryllidaceae.

## Description

### Appareil végétatif
L'Ail des bois est une plante herbacée vivace, issue d'un bulbe tuniqué, ovoïde-conique, de 2 à 6 cm de longueur. La plante a entre 1 et 3 feuilles elliptiques, pétiolées, basilaires, semblables à celles du Muguet, mesurant de 10 à 30 cm de longueur et de 2 à 6 cm de largeur.

### Appareil reproducteur
L'Ail trilobé possède environ 3 et 25 fleurs qui sont petites, blanchâtres, formant une ombelle hémisphérique au sommet d’une hampe dressée de 15 à 40 cm de hauteur. Le fruit est une capsule à 3 loges, chacune contenant une grosse graine sphérique noire et lisse, de 2,5 mm de diamètre. La plante est reconnaissable à son odeur et à son goût d’ail.

## Biologie
Les feuilles de l’Ail des bois émergent de la litière dès la fonte des neiges et se décomposent rapidement après le développement du feuillage des arbres. Sa floraison a lieu en juillet et sa pollinisation s’effectue par les insectes. Ses fruits arrivent à maturité au début de septembre, et leur dispersion se fait par gravité et par les animaux. La germination de ses graines a lieu à l’automne, un an après leur dispersion, puis une première feuille, de la taille d’un brin d’herbe, émerge le printemps suivant. Sept à dix ans peuvent s’écouler depuis la germination d’une graine jusqu’à la première floraison.
La reproduction peut être également végétative chez les gros individus par division du bulbe à l’automne. Le taux de croissance des populations au Québec semble équilibré.

## Répartition géographique
L'Ail des bois est une plante qui est présente au Canada et aux États-Unis.
- Canada : sud du Manitoba, de l'Ontario et du Québec, atteignant le nord-ouest de la Nouvelle-Écosse et le Nouveau-Brunswick.
- Québec : Outaouais, Laurentides, Lanaudière, Montérégie, région de Montréal, Estrie, Mauricie, Centre-du-Québec, région de la Capitale-Nationale et Chaudière-Appalaches.
- États-Unis : des montagnes du nord de la Géorgie et de l’Alabama jusqu’aux États du Dakota (v. aires de répartition selon la variété plus loin pour plus de détails).

## Habitat
C'est une plante de sous-bois, éphémère printanière, en feuille environ cinq semaines par an (adaptation à la vie en sous-bois ombreux). Elle est présente dans les forêts dominées par l’érable à sucre, dans les mi-versants, les bas de pente et en bordure des cours d'eau, sur des sols bien ou modérément bien drainés, riches en éléments minéraux. L'Ail des bois est fréquemment associé au Frêne d'Amérique, à l'Érythrone d'Amérique et au Trille dressé. Il est aussi associé à la Sanguinaire du Canada, au Trille blanc, au Gingembre sauvage, au Caulophylle faux-pigamon, à l'Uvulaire grande-fleur, à la Dicentre à capuchon jaune (espèce de Dicentra), au Caryer et au Chêne rouge d'Amérique .

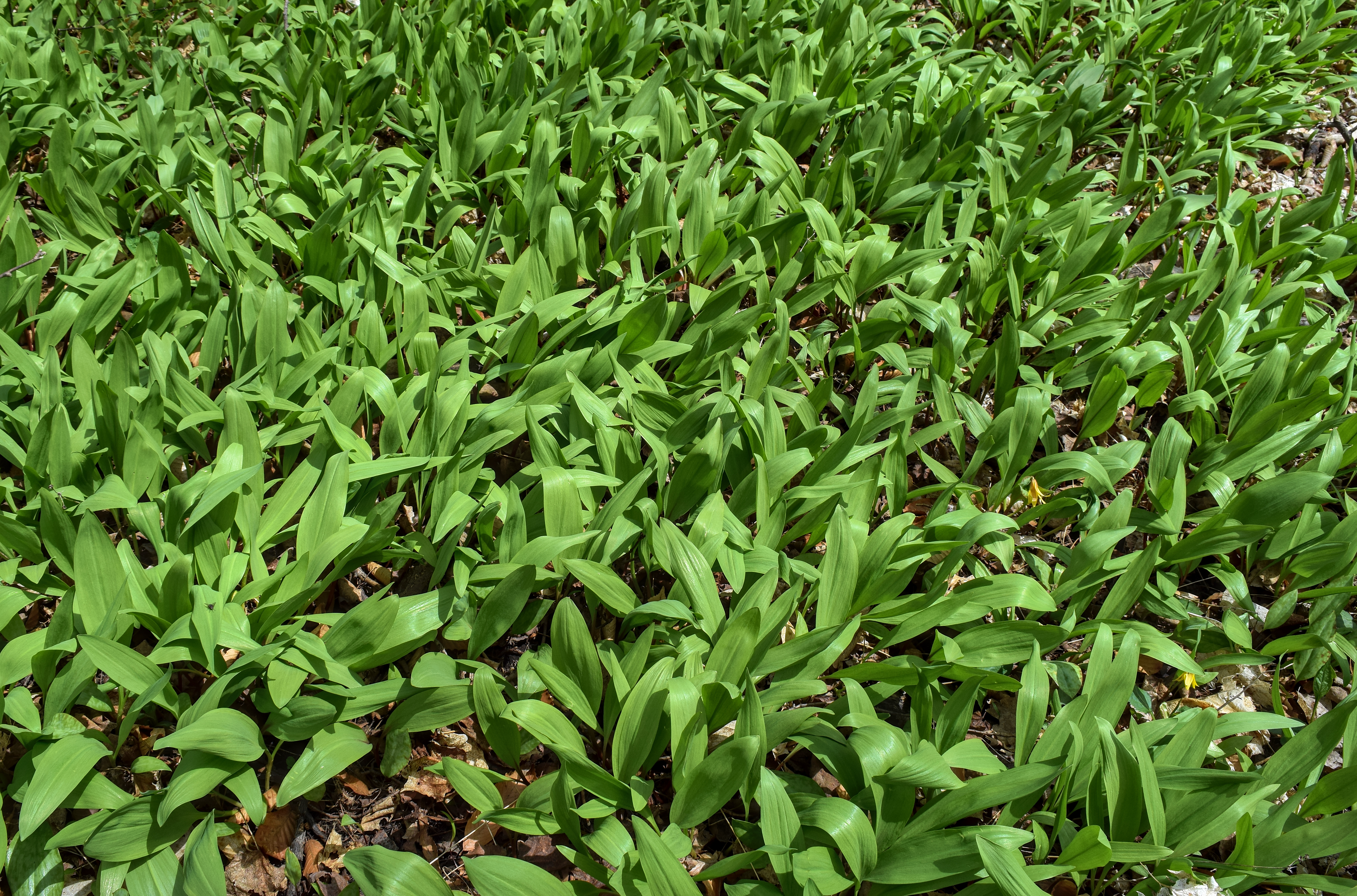
Allium tricoccum à Stouffville près de Toronto.
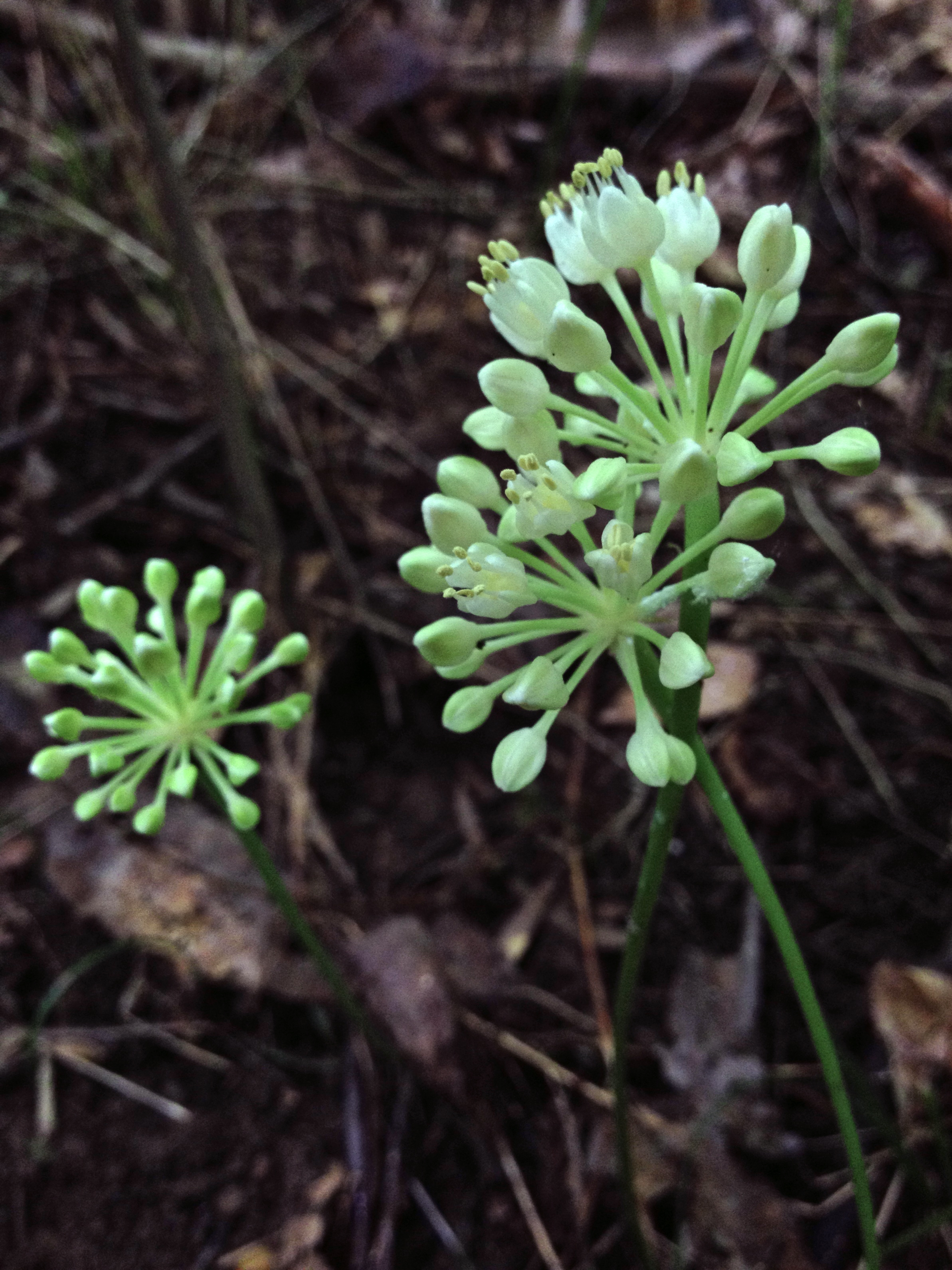
Fleur d'Alluim tricoccum sauvage dans le Chesapeake & Ohio Canal National Historic Park, Montgomery county Maryland, USA.
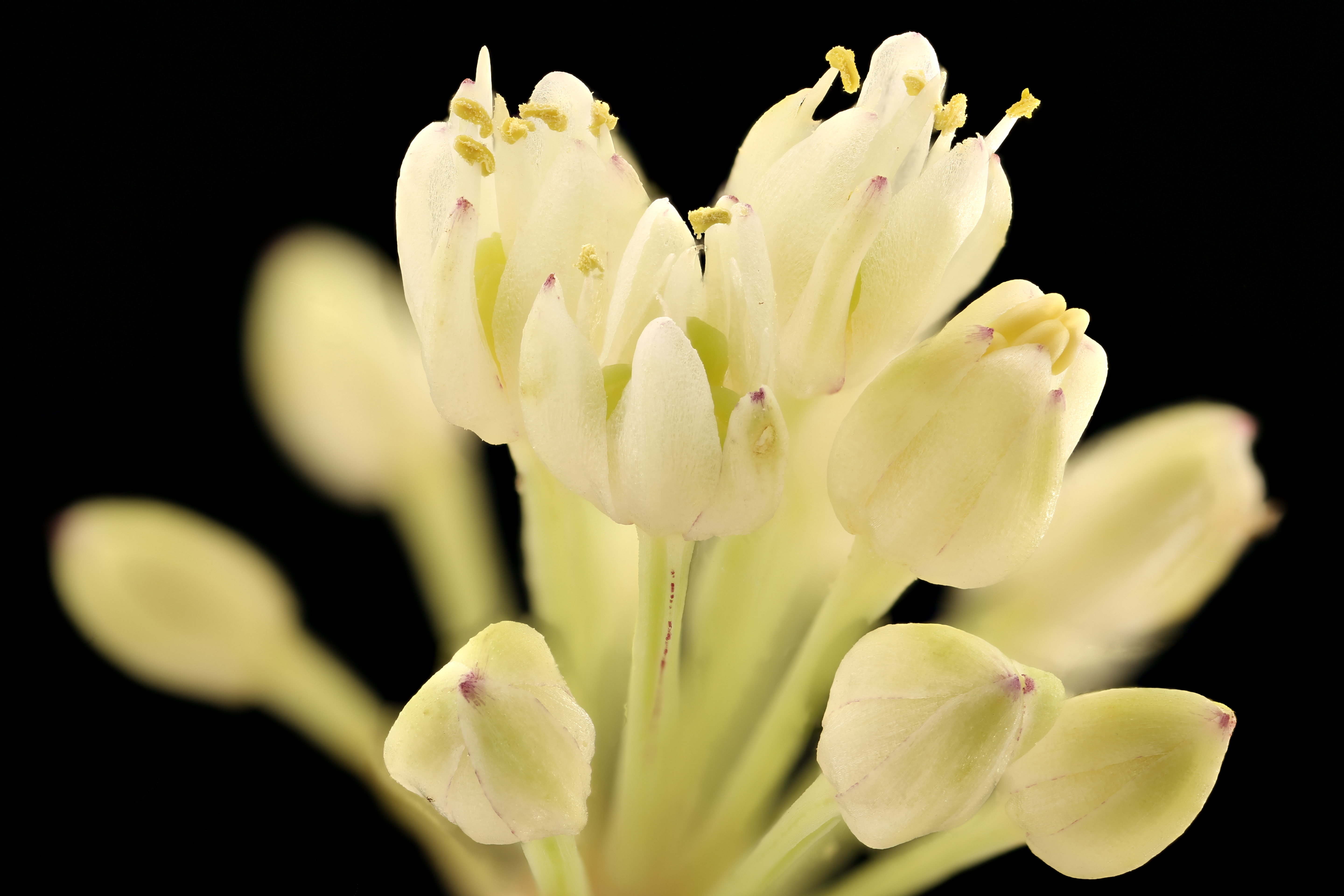
Fleur d'Alluim tricoccum.

## Variétés
L'ail des bois se trouve en deux variétés : Allium tricoccum var. tricoccum et Allium tricoccum var. burdickii.

### Var.tricoccum

#### Aire de répartition
La variété tricoccum est présente au Canada et aux États-Unis.
- Canada : Nouveau-Brunswick, Nouvelle-Écosse, Ontario, Québec.
- États-Unis : Alabama, Caroline du Nord, Caroline du Sud, Connecticut, Dakota du Nord, Dakota du Sud, Delaware, District de Columbia, Géorgie, Illinois, Indiana, Iowa, Kentucky, Maine, Maryland, Massachusetts, Michigan, Minnesota, Montana, New Hampshire, New Jersey, New York, Ohio, Pennsylvanie, Rhode Island, Tennessee, Vermont, Virginie, Virginie-Occidentale, Wisconsin.

### Var.burdickii

#### Aire de répartition

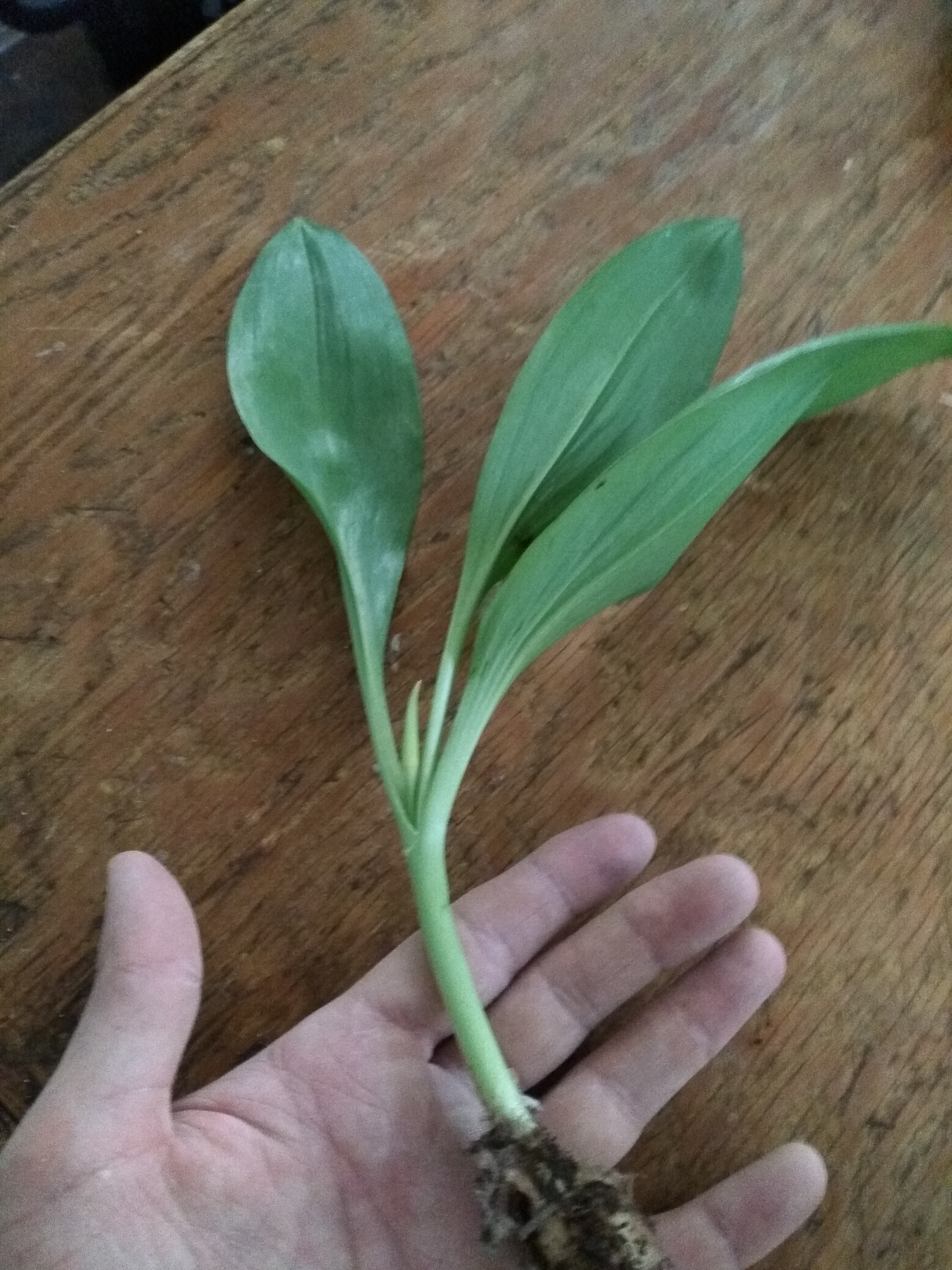
Ail burdickii.

La variété burdickii est présente au Canada et aux États-Unis.
- Canada : Ontario, Québec.
- États-Unis : Alabama, Caroline du Nord, Dakota du Nord, Dakota du Sud, Géorgie, Illinois, Indiana, Iowa, Maine, Michigan, Minnesota, Missouri, New Hampshire, New Jersey, New York, Ohio, Pennsylvanie, Tennessee, Vermont, Virginie, Virginie-Occidentale, Wisconsin.

L'Allium tricoccum var. burdickii semble rare dans la partie orientale de son aire de répartition et dans la région du plateau Ozark.

## Utilisations

### Alimentaires
Au Canada, l'Ail des bois est réputé être un délice, mais il se fait de plus en plus rare.

## Sauvegarde de l'espèce
Plutôt que de récolter les bulbes, ce qui contribue à la régression, l'appauvrissement génétique et la disparition locale de l'espèce, il est possible de ne collecter qu'une feuille par bulbe. Un programme, SEM’AIL, a été mis en place par le Biodôme de Montréal visant, de 2000 à 2010, dans les cinq régions du sud du Québec, à encourager le semis de graines d'ail des bois, dans les érablières et autres boisés, ainsi que quelques transplantations de bulbes pour conforter ou restaurer des populations dans leurs zones d'écopotentialité, là où elles ont récemment disparu ou régressé.
Il ne faut pas cueillir les plus gros plants car ils assurent la reproduction par leur fleur, les graines et/ou la division de leur bulbe.
Au Québec, en plus du fait que l'ail des bois n'est pas aussi commun qu'en Virginie, la sur-récolte, ainsi que le développement urbain et agricole, ont nécessité que le gouvernement du Québec le désigne « espèce vulnérable ».
À l'exception de sa culture hors de son habitat naturel, seule une récolte minimale pour usage personnel est permise, soit un maximum de 50 bulbes/plants, n'excédant pas 200 g de ces parties, et ce à l'extérieur de tout habitat désigné parc selon la Loi sur les parcs L.R.Q. c. P-9. La désignation « espèce vulnérable » proscrit tout commerce de l'ail des bois, ce qui interdit, du fait, aux restaurants d'en servir (tel qu'en Virginie). Quiconque contrevient à cette loi est passible d'une amende. La plus grande entrave à l'efficacité de cette loi est que les cueilleurs contrevenants peuvent tout de même trouver un marché où vendre leur produit en Ontario (surtout près d'Ottawa), où aucune loi ne limite ni la récolte ni le commerce de l'ail des bois.